# Katie King

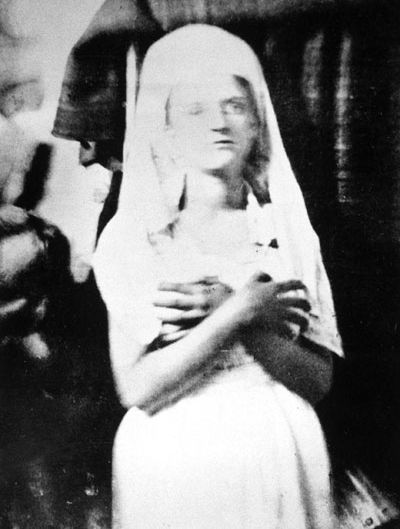
Katie King materializada, fotografía de Sir William Crookes.

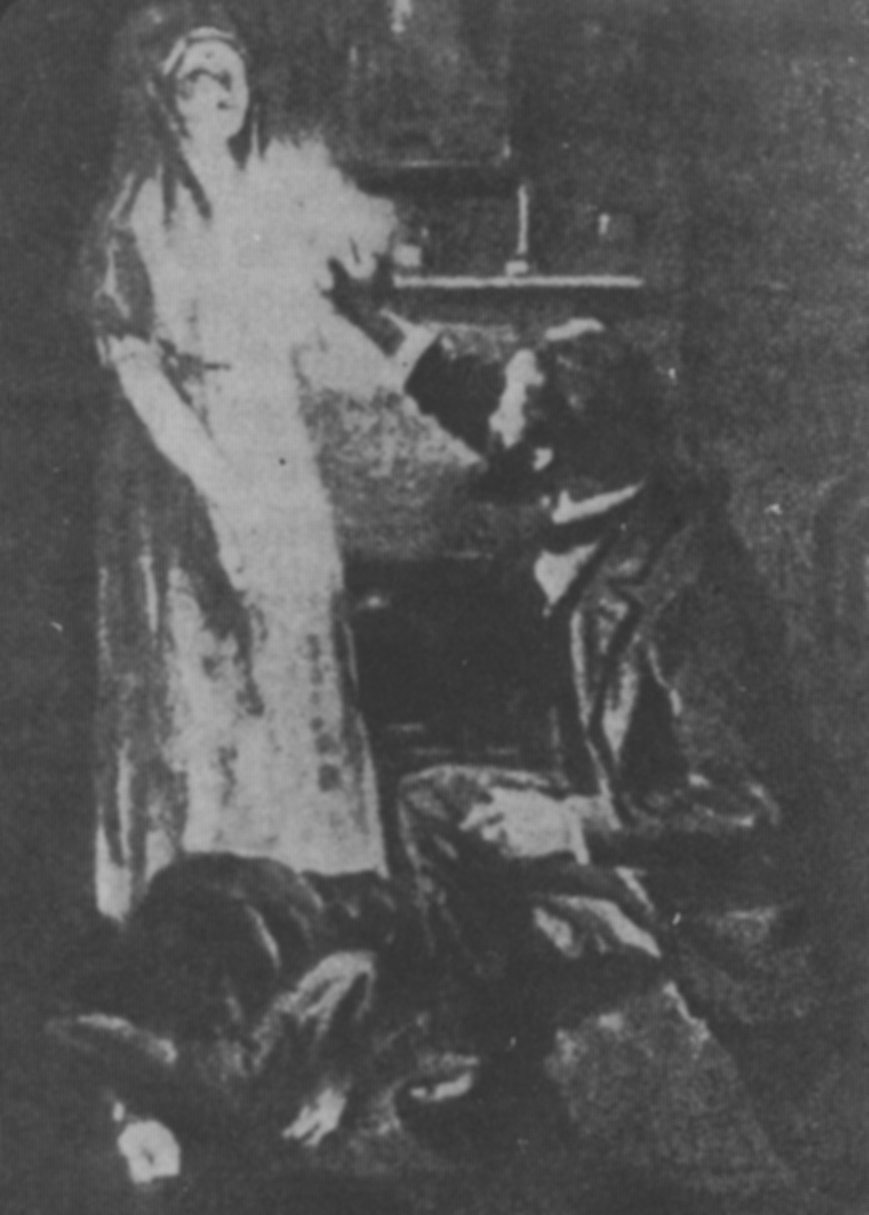
Cuadro basado en la descripción del investigador sir William Crookes: la médium Florence Cook se encuentra en el piso, y Crookes ilumina el ectoplasma de la fallecida Katie King.

Katie King es el nombre dado por la espiritista Florence Cook a una supuesta materialización de un ectoplasma que en sus apariciones tomaba forma humana.
Entre 1871 y 1874 William Crookes estudió una curiosa materialización que decía llamarse Katie King, que surgía a instancias de una médium de corta edad llamada Florence Cook. Durante 3 años se llevaron a cabo sesiones de materialización, en condiciones de laboratorio.
Según afirmaba este espíritu era hija de John King, otro espíritu que presidía muchas sesiones por aquellos días. En un principio el espíritu de Katie King se materializaba parcialmente, pero con el tiempo fueron tomando consistencia y haciéndose más reales, hasta que llegó un momento en el que se materializó por completo tomando aspecto de persona viva con blancos ropajes.
La aparición andaba y hablaba con libertad, incluso William Crookes pudo fotografiarla en diferentes ocasiones, consiguiendo 44 fotografías. Un día Katie se despidió, había cumplido su misión de demostrar a todos la existencia del mundo espiritual y había llegado el momento de elevarse a un grado más superior.
En la actualidad muchos investigadores piensan que Katie King no era más que una burda farsa, ya que tanto Katie como Florence eran muy parecidas, y no hay fotos fiables de ambas juntas.
Finalmente una investigación más a fondo reveló que la figura de Katy King, no era más que una persona contratada para la gira, que tenían programada alrededor del mundo, esta fue cancelada y la falsa médium detenida.